# سنگ‌درکا
سنگدرکا ، روستایی از توابع بخش مرکزی شهرستان آمل در استان مازندران ایران است.

## جمعیت
این آبادی در دهستان بالاخیابان لیتکوه قرار دارد.